# Guy Carleton, 1:e baron Dorchester

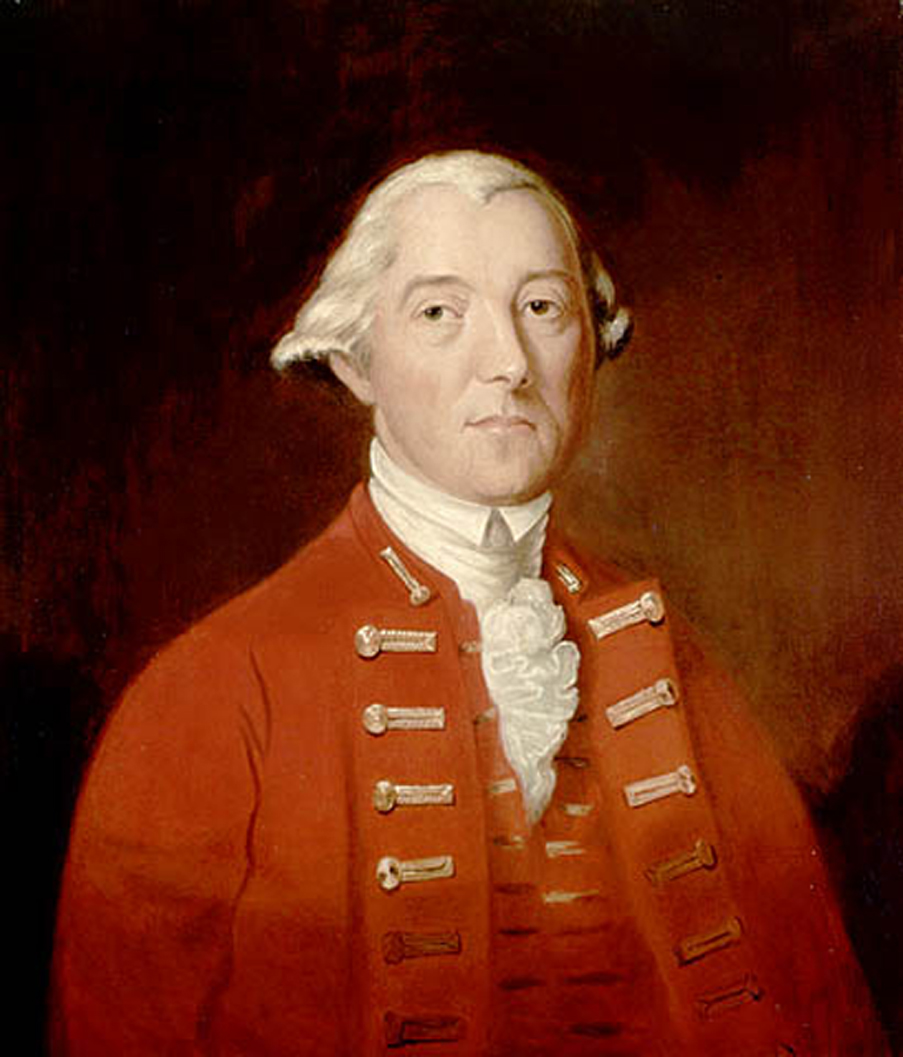
Guy Carleton, omkring 1760.

Guy Carleton, 1:e baron Dorchester, född den 3 september 1724 i Strabane i grevskapet Tyrone, död den 10 november 1808 i Stubbings, Berkshire, var en brittisk militär och koloniguvernör.
Carleton ingick i krigstjänst 1742, utmärkte sig vid belägringen av Louisbourg 1758 och erövringen av Quebec 1759, blev överste 1762, viceguvernör över Quebec 1766 och följande år vid general Murrays hemresa ordinarie guvernör. På denna post, som han innehade till 1770, inlade han stora förtjänster om den nya kolonins organisation, särskilt om en human behandling av indianerna. Han hade också en berömvärd andel i tillkomsten af Quebec Act av 1774. Carleton utsändes ånyo flera gånger som guvernör till Quebec (1775–1777, 1786–1791 och 1793–1796), och han kan genom sitt kraftiga försvar av denna provins mot de upproriska nordamerikanska kolonisterna 1775–1776 sägas ha räddat Kanada åt det brittiska väldet. År 1788 träffade han som guvernör anstalter för de från Förenta staterna flyktande "lojalisternas" bosättning på kanadensiskt område. Carleton upphöjdes 1786 till peer och utnämndes 1793 till general.